# Arna flavolimbatulana
Arna flavolimbatulana är en fjärilsart som beskrevs av Embrik Strand 1918. Arna flavolimbatulana ingår i släktet Arna och familjen tofsspinnare. Inga underarter finns listade i Catalogue of Life.